# Ravno, Krško
Ravno este o localitate din comuna Krško, Slovenia, cu o populație de 80 de locuitori.